# Coeloneurum ferrugineum
Coeloneurum ferrugineum là loài thực vật có hoa trong họ Cà. Loài này được (Spreng.) Urb. mô tả khoa học đầu tiên năm 1899.